# Intermarché-Wanty/2025
Deze pagina geeft een overzicht van de Intermarché-Wanty-wielerploeg in 2025.

## Algemeen
Algemeen Manager: Jean Francois Bourlart
Ploegleiders: Dimitri Claeys, Sébastien Demarbaix, Steven De Neef, Adriaan Helmantel, Frederik Veuchelen, Kévin Van Melsen, Pieter Vanspeybrouck, Aike Visbeek, Bart Wellens
Fietsen: CUBE
Kleding: Verge

## Renners

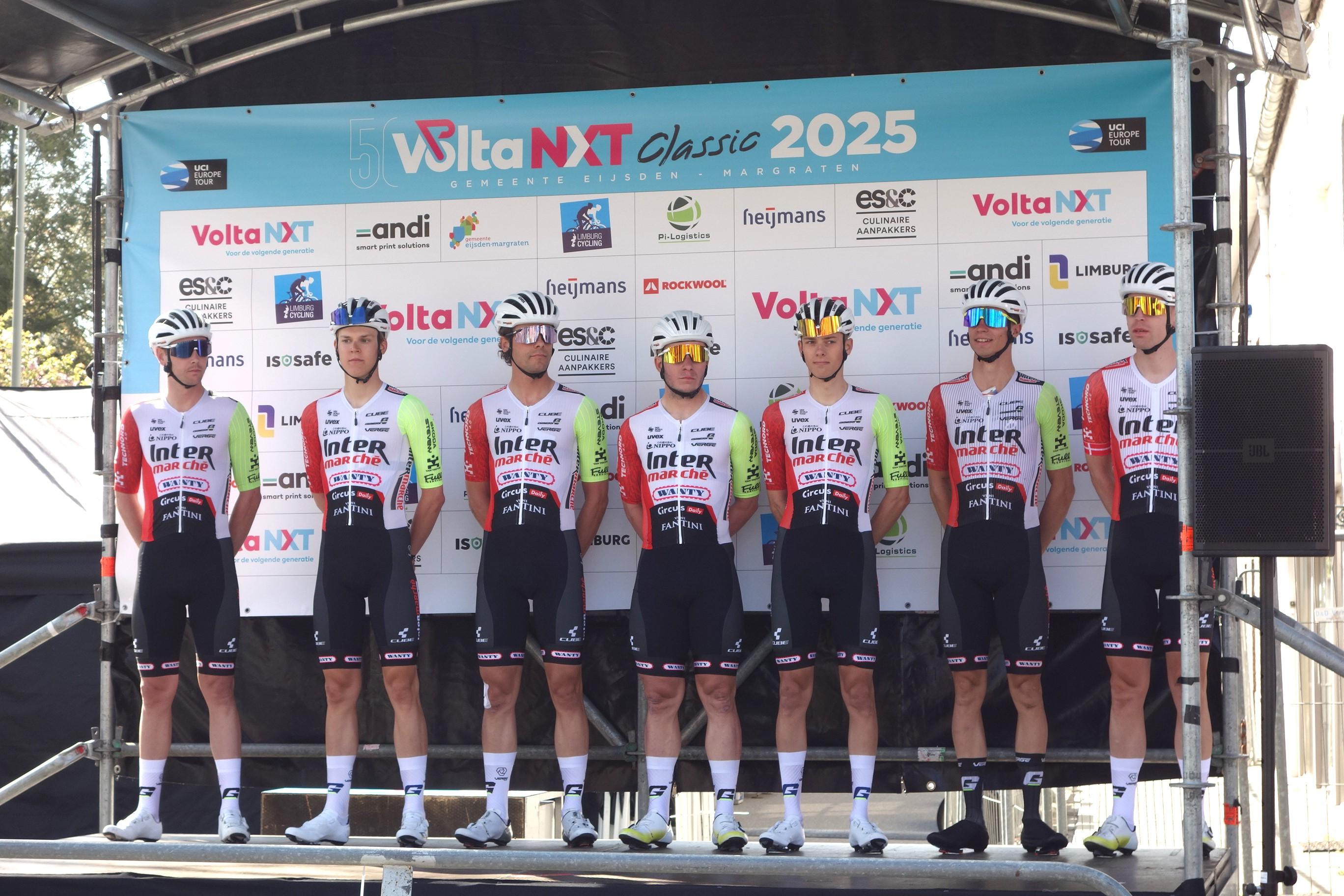
De ploeg in de Volta NXT Classic 2025.

| Naam                      | Geboortedatum | Nationaliteit | Ploeg 2024             |
| ------------------------- | ------------- | ------------- | ---------------------- |
| Huub Artz                 | 14-05-2002    | Nederland     | Wanty-ReUz-Technord    |
| Louis Barré               | 06-04-2000    | Frankrijk     | Arkéa-B&B Hotels       |
| Kamiel Bonneu             | 01-08-1999    | België        | Team Flanders-Baloise  |
| Vito Braet                | 02-11-2000    | België        |                        |
| Francesco Busatto         | 01-11-2002    | Italië        |                        |
| Kevin Colleoni            | 11-11-1999    | Italië        |                        |
| Dries De Pooter           | 8-11-2002     | België        |                        |
| Alexy Faure Prost         | 22-04-2004    | Frankrijk     |                        |
| Biniam Girmay             | 02-04-2000    | Eritrea       |                        |
| Kobe Goossens             | 29-04-1996    | België        |                        |
| Alexander Kamp            | 14-12-1993    | Denemarken    | Tudor Pro Cycling Team |
| Gerben Kuypers            | 01-02-2000    | België        |                        |
| Arne Marit                | 21-01-1999    | België        |                        |
| Louis Meintjes            | 21-02-1992    | Zuid-Afrika   |                        |
| Hugo Page                 | 24-07-2001    | Frankrijk     |                        |
| Tom Paquot                | 22-09-1999    | België        |                        |
| Simone Petilli            | 04-05-1993    | Italië        |                        |
| Adrien Petit              | 26-09-1990    | Frankrijk     |                        |
| Laurenz Rex               | 15-12-1999    | België        |                        |
| Lorenzo Rota              | 23-05-1995    | Italië        |                        |
| Jonas Rutsch              | 24-01-1998    | Duitsland     | EF Education-EasyPost  |
| Dion Smith                | 03-03-1993    | Nieuw-Zeeland |                        |
| Gerben Thijssen           | 21-06-1998    | België        |                        |
| Luca Van Boven            | 06-01-2000    | België        | Bingoal WB             |
| Taco van der Hoorn        | 12-04-1993    | Nederland     |                        |
| Gijs Van Hoecke           | 12-11-1991    | België        |                        |
| Roel van Sintmaartensdijk | 08-05-2001    | Nederland     |                        |
| Georg Zimmermann          | 11-10-1997    | Duitsland     |                        |

### Vertrokken
| Naam                | Geboortedatum | Nationaliteit | Ploeg 2025            |
| ------------------- | ------------- | ------------- | --------------------- |
| Lilian Calmejane    | 06-12-1992    | Frankrijk     | Gestopt               |
| Rune Herregodts     | 27-07-1998    | België        | UAE Team Emirates     |
| Madis Mihkels       | 31-05-2003    | Estland       | EF Education-EasyPost |
| Baptiste Planckaert | 28-09-1988    | België        | Van Rysel-Roubaix     |
| Rein Taaramäe       | 24-04-1987    | Estland       | Kinan Racing Team     |
| Mike Teunissen      | 25-08-1992    | Nederland     | XDS Astana Team       |
| Boy van Poppel      | 18-01-1988    | Nederland     | Gestopt               |

## Overwinningen
| Nationale kampioenschappen wielrennen Duitsland - weg: Georg Zimmermann Volta NXT Classic Dion Smith Ronde van de Abruzzen Eindklassement: Georg Zimmermann |

2008 · 2009 · 2010 · 2011 · 2012 · 2013 · 2014 · 2015 · 2016 · 2017 · 2018 · 2019 · 2020 · 2021 · 2022 · 2023 · 2024 · 2025
Alpecin-Deceuninck · Arkéa-B&B Hotels · Bahrain Victorious · Cofidis · Decathlon AG2R La Mondiale · EF Education-EasyPost · Groupama-FDJ · INEOS Grenadiers · Intermarché-Wanty · Lidl-Trek · Movistar Team · Red Bull-BORA-hansgrohe · Soudal Quick-Step · Jayco AlUla · Team Picnic PostNL · UAE Team Emirates-XRG · Visma-Lease a Bike · XDS Astana Team